# Trnovo (Slovacchia)
Trnovo (in ungherese Tarnó) è un comune della Slovacchia facente parte del distretto di Martin, nella regione di Žilina.